# Christinapiercing
Een Christinapiercing, ook bekend als Venuspiercing, is een genitale piercing voor vrouwen. Hij wordt geplaatst waar de buitenste schaamlippen elkaar tegenkomen. Christina's worden tot de oppervlaktepiercings gerekend en hebben een hoge kans op afstoting.
Anatomische variatie maakt dat het niet voor elke vrouw mogelijk is om deze piercing te laten zetten. De piercing draagt niet bij aan extra genot bij seksuele stimulatie en kan in strakke kleding oncomfortabel aanvoelen.